# 양휘웅
양휘웅(梁輝雄, 1973년 ~ )은 대한민국의 번역가이다. 고려대학교 한문학과에서 학사 학위를, 같은 대학 사학과에서 석사 학위를 취득하였다. 민족문화추진회 국역연수원과 한림대학교 부설 태동고전연구소에서 한문 고전을 수학했다. 고려대학교 한문학과 출신 번역가들이 만든 번역공동체 ‘窓’(창) 소속이다.

## 역서
- 《성리학에서 고증학으로》 (2004년), 벤저민 엘먼 지음, 예문서원, ISBN 89-7646-188-6
- 《신의 아들》 (2006년), 조너선 D. 스펜스 지음, 이산, ISBN 978-89-87608-55-6
- 《삼국지 강의》 (2007년) (공역), 이중톈 지음, 김영사, ISBN 978-89-349-2541-5
- 《사고전서》 (2009년), 켄트 가이 지음, 생각의 나무, ISBN 978-89-8498-924-5
- 《황종희 평전》 (2009년), 쉬딩바오 지음, 돌베개, ISBN 978-89-7199-329-3
- 《건륭제》 (2011년), 마크 C. 엘리엇 지음, 천지인, ISBN 978-89-93753-19-6
- 《만주족의 역사》 (2013년), 패멀라 카일 크로슬리 지음, 돌베개, ISBN 978-89-7199-531-0
- 《예교주의》(2013년), 카이윙 초우 지음, 모노그래프, ISBN 978-89-98309-01-5
- 《전통, 조약, 장사: 청 제국주의와 조선, 1850-1910》 (2021년), 커크 W. 라슨 지음, 모노그래프, ISBN 978-89-98309-05-3